# John Tejada

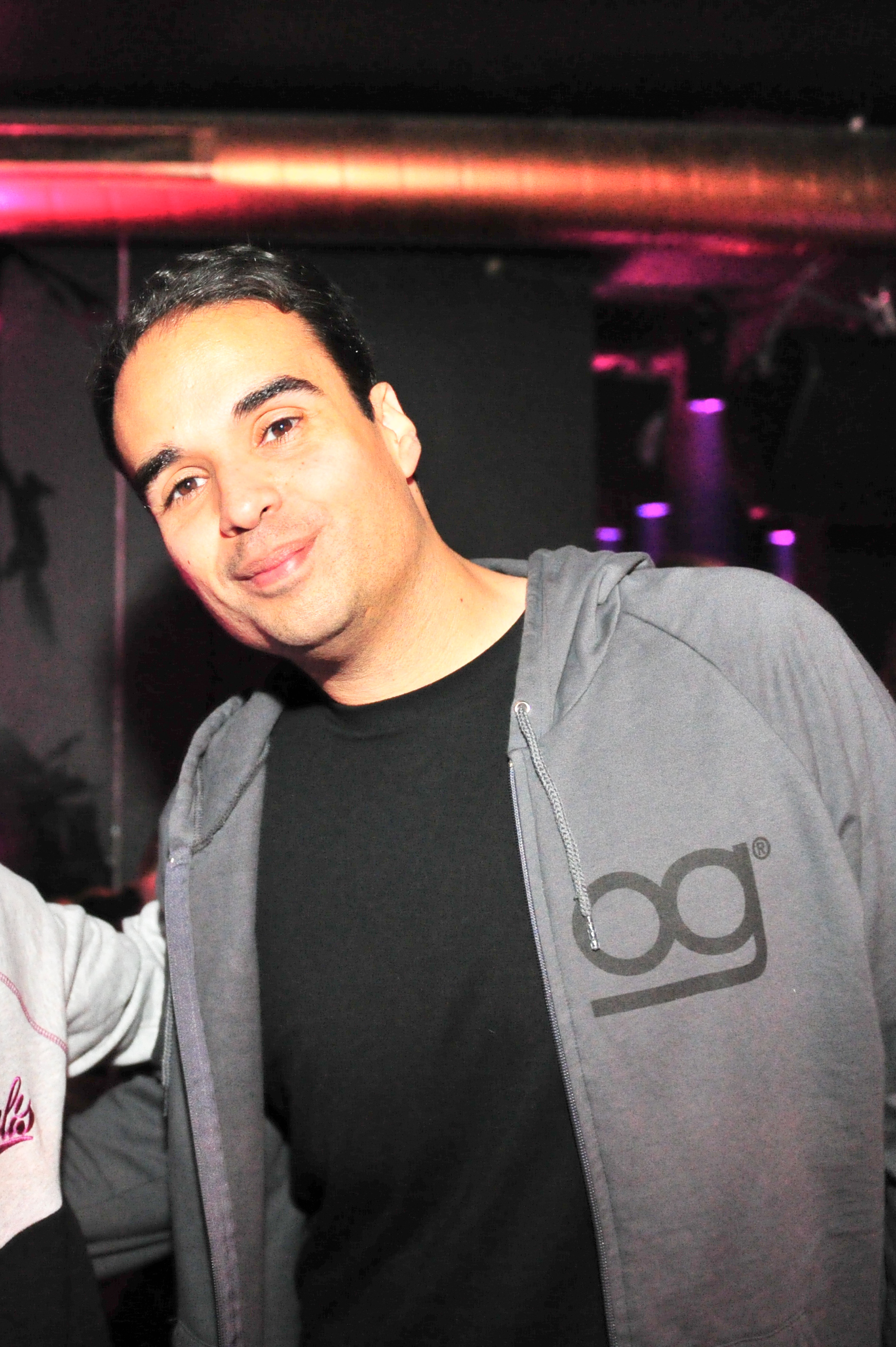
John Tejada im Jahr 2010

John Tejada (* 21. April 1974 in Wien) ist ein österreichischer DJ und Produzent elektronischer Tanzmusik. Tejada ist Betreiber der beiden Labels Palette Recordings und Sonikore Recordings. Er lebt und arbeitet im San Fernando Valley.
1982 übersiedelte Tejada mit seiner Mutter nach Kalifornien und begann dort 1991 mit der Produktion eigener Tracks. Erste Veröffentlichungen erschienen ab 1996 auf dem von ihm gegründeten Label Palette Recordings. Weitere Veröffentlichungen erschienen auf A13, Multiplex, Poker Flat Recordings und Daniel Bells Label 7th City.
Viele seiner Tracks entstanden aus der Zusammenarbeit mit seinem Freund Arian Leviste. Als John Tejada & Arian Leviste veröffentlichten sie die Alben Fairfax Sake (auf Playhouse) und Back For Basics (auf Palette Recordings).
Gemeinsam mit dem Gitarristen Takeshi Nishimoto steht er hinter dem Musikprojekt I’m Not a Gun. Aus der Zusammenarbeit entstanden mehrere Alben, die bei City Centre Offices erschienen.
Tejada und der Entertainer Reggie Watts bilden das Duo Wajatta. Im Album Don't Let Get You Down (2020 auf Flying Lotus’ Label Brainfeeder) sieht der Online-Radiosender ByteFM Parallelen zu „der Ursprungszeit“ elektronischer Tanzmusik in den 1970er Jahren.
Im Jahr 2009 mixte er die 44. Ausgabe der renommierten Compilation-Serie Fabric Live.
Neben seinen Veröffentlichungen und Remixen ist Tejada auch als Musikproduzent für Fernsehen und Werbespots tätig.

## Diskographie (Auszug)
Alben
- 1998 – Little Green Lights And Four Inch Faders
- 2000 – The Matrix Of Us
- 2001 – Backstock
- 2002 – Daydreams In Cold Weather
- 2003 – More Backstock
- 2003 – The Toiling Of Idle Hands
- 2004 – Logic Memory Center
- 2006 – Cleaning Sounds Is A Filthy Business
- 2008 – Where
- 2009 – Fabric Live 44 (Mix-CD)
- 2011 – Parabolas
- 2012 – The Predicting Machine
- 2014 – Signs Under Test

Remixe
- M.A.N.D.Y. – Put Put Put
- Technasia – Evergreen
- The Postal Service – Such Great Heights